# Königsfeld
Königsfeld es un municipio situado en el distrito de Mecklemburgo Noroccidental, en el estado federado de Mecklemburgo-Pomerania Occidental (Alemania), a una altitud de 40 metros. 
Su población a finales de 2016 era de 947 habs. y su densidad poblacional, 29 hab/km².